# Temporada de huracanes del Atlántico de 2005
La temporada de huracanes del Atlántico de 2005 fue la segunda temporada más activa en la historia registrada, solo por detrás de la temporada de 2020, rompiendo numerosos registros, con 31 ciclones tropicales o subtropicales registrados. El Centro Nacional de Huracanes de los Estados Unidos mencionó 27 tormentas, agotando la lista anual designada previamente y resultando en el uso de seis nombres de letras griegas. Un récord de 15 tormentas alcanzó el estado de huracán, con vientos máximos sostenidos de al menos 74 mph (119 km/h); De ellos, un récord de siete se convirtió en huracanes importantes, que son de categoría 3 o superior en la escala de huracanes de Saffir-Simpson. 
Cuatro de las tormentas de la temporada se convirtieron en un huracán de categoría 5, la clasificación más alta en la escala. El huracán Emily alcanzó en julio una intensidad máxima en el Mar Caribe, luego se debilitó y golpeó dos veces a México. En agosto, el huracán Katrina alcanzó vientos máximos en el Golfo de México, pero se debilitó cuando golpeó los estados de Luisiana y Misisipi en Estados Unidos. Los efectos más devastadores de la temporada se sintieron en la costa del Golfo de Estados Unidos, donde la marejada de Katrina paralizó Nueva Orleans, Luisiana, durante semanas y devastó la costa de Misisipi. Katrina se convirtió en el huracán más costoso de los Estados Unidos, Dejando daños por $125 mil millones y 1,833 muertes. El huracán Rita lo siguió en septiembre, alcanzando una intensidad máxima en el Golfo de México antes de debilitarse y golpear cerca de la frontera entre Texas y Luisiana. El huracán más fuerte de la temporada, Wilma, se convirtió en el huracán más intenso del Atlántico registrado, medido por la presión barométrica. Con una duración de diez días en octubre, Wilma se trasladó a Cozumel, la península de Yucatán y Florida, causando daños por $19 mil millones y 48 muertes.
El impacto de la temporada fue generalizado y catastrófico. Sus tormentas causaron un estimado de 3.912 muertes y aproximadamente $171.7 mil millones en daños. Fue la temporada más costosa registrada en ese momento, hasta que su récord fue superado 12 años después. También produjo la segunda Energía Ciclónica Acumulada (ACE) más alta en la cuenca del Océano Atlántico, superada solo en la temporada de 1933. La temporada comenzó oficialmente el 1 de junio de 2005, y la primera tormenta, Arlene, se desarrolló el 8 de junio. El huracán Dennis en julio causó graves daños a Cuba. El huracán Stan en octubre fue parte de un sistema meteorológico más amplio que mató a 1,668 personas y causó daños por $ 3,96 mil millones al este de México y América Central, y Guatemala fue el más afectado. La tormenta final, Zeta, se formó a fines de diciembre y duró hasta el 6 de enero de 2006.

## Antecedentes

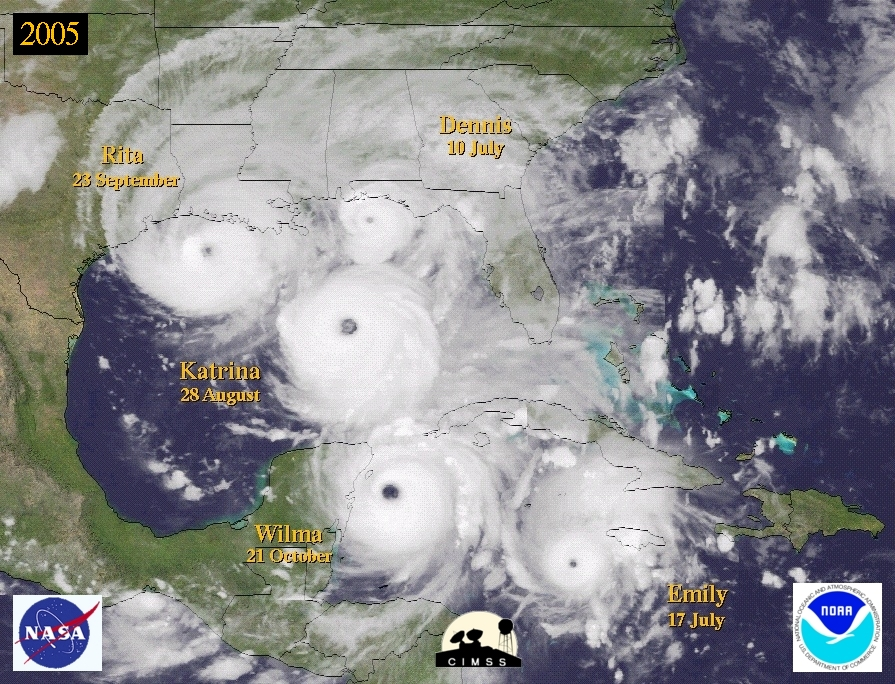
Montaje de los huracanes más destructivos de los huracanes del Atlántico de 2005, excluido el huracán Stan

Chylek y Lesins (2008) determinaron que la probabilidad de que una temporada genere tanta actividad tropical como 2005 fue inferior al 1 por ciento. La ocurrencia consecutiva de temporadas de huracanes tan activas como 2004 y 2005 en el Atlántico no tuvo precedentes. Si bien las condiciones ambientales favorables para el desarrollo de los ciclones tropicales fueron análogas a otras estaciones activas, fueron más pronunciadas y abarcaron áreas más grandes en 2005. El CPC determinó que esta mejora ambiental se debió principalmente a cuatro factores: la Oscilación Multidecadal del Atlántico, la reducción de la atmósfera convección en el Pacífico tropical, temperaturas récord en la superficie del mar en el Atlántico tropical y el Caribe, y patrones propicios de viento y presión en el Caribe occidental y el Golfo de México. La Oscilación Multidecadal aumentó la potencia de los factores ambientales propicios para el desarrollo tropical, incluida la mayor fuerza de las crestas subtropicales en el Atlántico norte y sur y el Pacífico oriental. Esto amplificó el chorro del este de África y mejoró los vientos del este de nivel superior, atenuando la cizalladura del viento en detrimento de la ciclogénesis tropical a través del Atlántico tropical central y el Caribe. Las pausas frecuentes en la convección sobre el Pacífico tropical también contribuyeron a la fuerza de estas crestas, centrando la actividad de huracanes en el Atlántico. La mayoría de las tormentas tropicales y todos los huracanes mayores en el Atlántico en 2005 se formaron cuando hubo una falta de convección cerca de la línea internacional de cambio de fecha, mientras que un breve aumento en las tormentas cerca de línea internacional de cambio de fecha llevó a una pausa en la ciclogénesis tropical en el Atlántico por primera vez. mitad de agosto.
El Golfo de México registró niveles récord de actividad tropical en 2005, con 11 tormentas nombradas que ingresaron a la cuenca. La actividad inusual se atribuyó a un área persistente de alta presión sobre el sureste de Estados Unidos, el desplazamiento hacia el noreste y la amplificación de la Zona de Convergencia Intertropical (ITCZ) sobre el Pacífico oriental, y temperaturas de la superficie del mar por encima del promedio en el Golfo de México. Estos factores redujeron la cizalladura vertical del viento y favorecieron el flujo ciclónico, creando un ambiente altamente favorable al desarrollo tropical. El área de alta presión también dirigió tormentas entrantes hacia el Golfo de México. Además, El Niño-Oscilación del Sur (ENOS) se encontraba en una fase neutral, reduciendo la probabilidad de tormentas en la costa este de Estados Unidos y provocando una concentración de impactos más al oeste. Este mecanismo de enfoque condujo a una reducción complementaria en las tormentas que se desarrollan cerca de Cabo Verde. Durante el pico de la temporada de 2005, la corriente de bucle, una corriente oceánica que transporta agua tibia desde el mar Caribe hacia el norte hasta el golfo de México y la costa este de Estados Unidos, Se propagó hacia el norte, llegando a su punto más polarizado antes del huracán Katrina. Esta protuberancia se separó en un anillo central cálido, o una pequeña región de aguas cálidas a una profundidad anormalmente profunda, y comenzó a desplazarse hacia el suroeste cuando el huracán Rita atravesó la región. A mediados de octubre, la corriente de bucle volvió a su posición típica en la península de Yucatán. Esta evolución proporcionó un mayor contenido de calor del océano a los tres huracanes y fue parcialmente responsable de las intensidades extremas alcanzadas por esos ciclones.

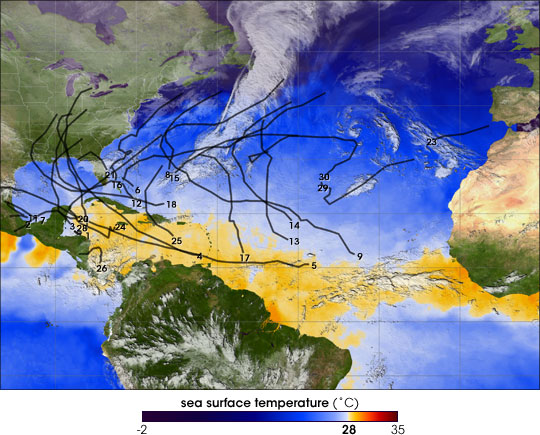
Temperaturas de la superficie del mar durante la temporada de huracanes del Atlántico de 2005

Además de la cantidad inusualmente alta de actividad tropical, la temporada 2005 también presentó una cantidad anormalmente alta de tormentas en las partes tempranas y tardías típicamente inactivas. Las bajas presiones atmosféricas a nivel del mar a fines de la primavera y principios del verano de 2005 redujeron la fuerza de los vientos alisios, lo que resultó en una reducción de la pérdida de calor latente del Atlántico tropical y el Caribe. Esto permitió la persistencia de las temperaturas anormalmente cálidas de la superficie del mar que habían contribuido a la temporada activa de huracanes del año anterior; Este calor se mantuvo hasta noviembre de 2005. La actividad en partes posteriores de la temporada de 2005 fue elevada por el desarrollo inusual de cuatro ciclones tropicales de origen no tropical sobre el Atlántico oriental.
A raíz de la temporada, surgieron preguntas sobre el impacto potencial del calentamiento global en la actividad de huracanes en el Atlántico. Los expertos en huracanes señalaron que establecer una relación concluyente sería difícil dado el importante papel que juega la variabilidad natural en la formación de huracanes y los métodos de detección de ciclones tropicales mejorados significativamente en comparación con las décadas pasadas. Una serie de talleres internacionales se establecieron después de 2005. Después de cinco años de análisis, los investigadores no pudieron confirmar si el reciente aumento en la actividad de los ciclones tropicales podría atribuirse más al cambio climático que a la variabilidad natural. Los modelos desarrollados dentro de los talleres proyectaban que el número de ciclones tropicales con intensidad de categoría 3 caería durante el siglo XXI, mientras que el número de huracanes intensos de categoría 4–5 aumentaría significativamente. Una hipótesis potencial para estos hallazgos fue un aumento proyectado en la cizalladura vertical del viento contradicho por las temperaturas más cálidas del océano para que los huracanes los utilicen. El equipo también concluyó que la cantidad de precipitación producida por los ciclones tropicales aumentaría durante el próximo siglo.
En mayo de 2020, los investigadores de la Administración Nacional Oceánica y Atmosférica y la Universidad de Wisconsin en Madison se basaron en esta investigación y, por primera vez, establecieron una tendencia global estadísticamente significativa hacia los ciclones tropicales más intensos, particularmente en la cuenca del Atlántico. La investigación no solo reafirmó una tendencia hacia ciclones tropicales más fuertes y húmedos, sino que también identificó una tendencia hacia mayores eventos de intensificación rápida y una desaceleración general del movimiento hacia adelante de los ciclones tropicales cerca de la tierra.

## Pronósticos
Antes del inicio formal de la temporada, varios grupos emitieron pronósticos para la cantidad de tormentas, huracanes y huracanes con nombre en la próxima temporada, incluida la Universidad Estatal de Colorado (CSU), el Instituto Cubano de Meteorología (InsMet), Riesgo de Tormenta Tropical (TSR), y la Administración Nacional Oceánica y Atmosférica (NOAA). Algunos pronósticos pronosticaron cuántos ciclones tropicales afectarían a un país o territorio en particular.

### Previsiones de pretemporada
El primero de estos pronósticos fue emitido por la Universidad Estatal de Colorado (CSU), que pronosticó el 5 de diciembre de 2004 que la temporada estaría por encima del promedio y presentaría 11 tormentas nombradas, 6 huracanes y 3 huracanes mayores. También señalaron que el Caribe y toda la costa de los Estados Unidos enfrentan un mayor riesgo de que un huracán toque tierra. TSR emitió su primer pronóstico unos días después y predijo que la temporada presentaría 9.6 tormentas tropicales, 5.7 huracanes, 3.3 huracanes mayores, y predijo que la calificación de la Energía Ciclónica Acumulada (ACE) sería 145 unidades.
Durante enero de 2005, TSR aumentó su pronóstico a 13.9 tormentas nombradas, 7.8 huracanes, 3.6 huracanes mayores, y predijo que la calificación de Energía Ciclónica Acumulada (ACE) sería 157 unidades. La Universidad Estatal de Colorado (CSU) emitió su primer pronóstico actualizado el 1 de abril, aumentando su pronóstico a 13 tormentas nombradas, 7 huracanes, y 3 huracanes mayores, con un riesgo continuo de un huracán mayor en el Caribe o Estados Unidos. El aumento se basó en que el Atlántico continuó calentándose y en una fuerte creencia de que las condiciones de El Niño no persistirían en la temporada de huracanes. El 2 de mayo de 2005, el Instituto Cubano de Meteorología (InsMet) emitió su pronóstico estacional, que predijo que la temporada presentaría 13 tormentas nombradas y 7 huracanes. Esto fue seguido el 16 de mayo de 2005 por la Administración Nacional Oceánica y Atmosférica (NOAA), quien predijo una probabilidad del 70% de actividad por encima de lo normal, con 12–15 tormentas nombradas, 7–9 huracanes y 3–5 huracanes mayores. La Universidad Estatal de Colorado (CSU) emitió su segunda actualización de pronósticos el 31 de mayo de 2005, revisando su pronóstico a 15 tormentas nombradas, 8 huracanes y 4 huracanes mayores; En este punto, el grupo creía que las condiciones de [[El Niño (fenómeno)|El Niño] eran poco probables.

### Previsiones en la media temporada
En su actualización de pronóstico de julio, el TSR anticipó que la temporada sería excepcionalmente activa y muy superior al promedio; el grupo aumentó su pronóstico a 15,3 tormentas nombradas, 8,8 huracanes y 4,1 huracanes mayores, con una calificación de la Energía Ciclónica Acumulada (ACE) de 190 unidades. A fines de julio, se habían desarrollado siete tormentas tropicales y dos huracanes importantes dentro de la cuenca, lo que llevó a CSU, InsMet, NOAA y TSR a aumentar significativamente sus pronósticos estacionales a principios de agosto. En su actualización del 5 de agosto de 2005, la Universidad Estatal de Colorado (CSU) predijo que se formarían 13 tormentas más, con siete huracanes más y tres huracanes más.

### Previsiones a los finales de la temporada
A principios de septiembre, la Universidad Estatal de Colorado (CSU) actualizó sus pronósticos y predijo que se formarían ocho tormentas más, con seis huracanes más y tres huracanes mayores. A fines de septiembre, se habían desarrollado 17 tormentas nombradas, de las cuales nueve se habían convertido en huracanes y cuatro se habían convertido en huracanes importantes. Dentro de su actualización final para el año, la Universidad Estatal de Colorado (CSU) predijo que octubre presentaría tres tormentas nombradas, dos huracanes y un huracán mayor.

## Resumen de la temporada

### Actividad y récords
| Rank      | Año  | Unidad (ACE) |
| --------- | ---- | ------------ |
| 1         | 1933 | 258.6        |
| 2         | 2005 | 245.3        |
| 3         | 1893 | 231.1        |
| 4         | 1926 | 229.6        |
| 5         | 1995 | 227.1        |
| 6         | 2004 | 226.9        |
| 7         | 2017 | 224.9        |
| 8         | 1950 | 211.3        |
| 9         | 1961 | 188.9        |
| 10        | 1998 | 181.8        |
| (fuentes) |      |              |

La temporada de huracanes del Atlántico de 2005 fue la temporada de huracanes del Atlántico más activa registrada. Las 27 tormentas nombradas y la tormenta subtropical sin nombre establecieron el récord de la mayoría de las tormentas, superando el total de veinte de 1933. Un total de siete tormentas nombradas se formaron antes del 1 de agosto, que excedió el récord de cinco establecido en 1997 y luego fue vencido en 2020. Las tormentas nombradas noveno a once y trece a veintisiete se desarrollaron en fechas tempranas registradas. Además, los meses de julio y noviembre establecieron récords para el número de tormentas nombradas, con 5 y 3, respectivamente. La temporada de 2005 contó con 15 huracanes, superando el récord anterior de 12, establecido en 1969. De los 15 huracanes, 5 se formaron en septiembre, y la temporada se convirtió en la sexta en contar con 5 en ese mes. La temporada de 2005 también contó con un registro de siete huracanes que ha alcanzado a categoría 3 en la escala de huracanes de Saffir-Simpson, uno más que el récord anterior, establecido en 1926, 1933, 1950, 1996 y 2004. Los cuatro huracanes de categoría 5 fue también un récord. La actividad de la temporada se reflejó con una calificación de la Energía Ciclónica Acumulada (ACE) cerca de 250 unidades, el segundo valor más alto registrado en la cuenca del Atlántico, después de la temporada de 1933.
La extremadamente activa temporada de huracanes de 2005 fue una continuación de una secuencia extendida de años activos para la actividad tropical en el Atlántico. La actividad de los ciclones tropicales en el Océano Atlántico entre 1995 y 2004 fue más activa que en cualquier otra década en un registro confiable. Con la excepción de dos años en los que las condiciones de El Niño prevalecieron (1997 y 2002), todas las temporadas de huracanes fueron individualmente superiores al promedio. Esto se asoció con una fase activa de la Oscilación Multidecadal del Atlántico (AMO), con un período similar de actividad tropical elevada que se produjo entre 1950 y 1969. La formación anormalmente frecuente de tormentas tropicales y huracanes reflejó la aparición de temperaturas de la superficie del mar inusualmente cálidas en todo el Atlántico tropical. El Centro de Predicción Climática (CPC) predijo en mayo de 2005 que las condiciones asociadas con esta señal activa de múltiples décadas continuarían en la temporada de huracanes de 2005, proporcionando condiciones favorables para la ciclogénesis tropical en el Atlántico tropical.

### Impactos

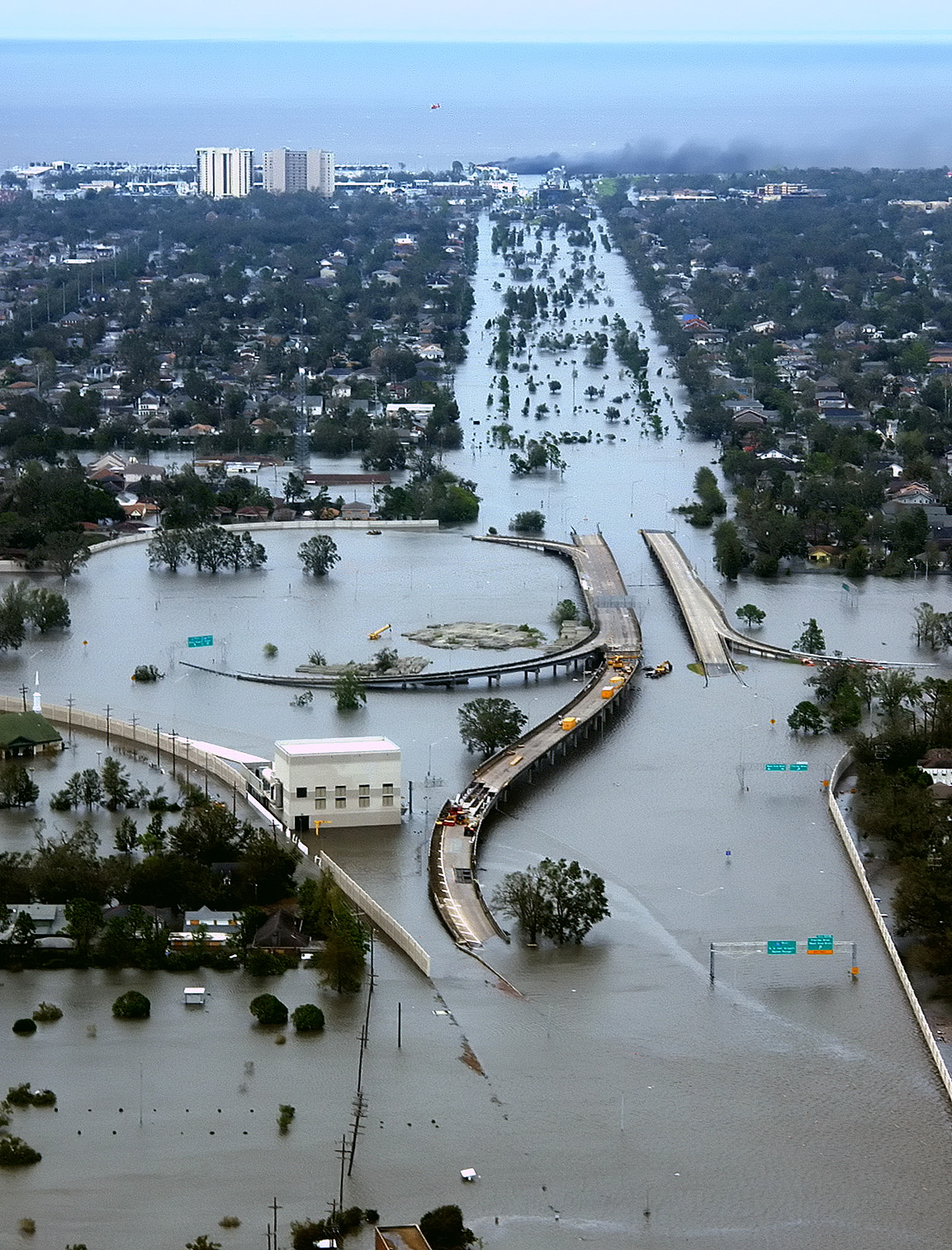
Inundaciones en Nueva Orleans después del huracán Katrina

Las tormentas de la temporada fueron extraordinariamente perjudiciales y fueron responsables de importantes pérdidas de vidas. El daño total se estima en alrededor de US$ 171,7 mil millones, y las tormentas de la temporada contribuyeron a la muerte de 3.912 personas. Hubo un registro de 15 tormentas que tocaron tierra, incluidas siete tormentas que azotaron a los Estados Unidos. La zona más afectada fue la costa del golfo de Estados Unidos desde el este de Texas hasta Florida, afectada en diversos grados por Arlene, Cindy, Dennis, Katrina, Ofelia, Rita, Tammy y Wilma.

## Ciclones tropicales

### Tormenta tropical Arlene
La tormenta tropical Arlene fue una tormenta temprana inusualmente grande y formada durante la temporada de huracanes del Atlántico de 2005. Fue la primera tormenta de la temporada, que se convertiría en el más activo de la historia. El sistema se formó cerca de Honduras el 8 de junio y se trasladó hacia el norte. Cruzó el oeste de Cuba el 10 de junio y el fortalecimiento lo llevó casi a una fuerza de huracán antes de tocar tierra en Panhandle, Florida al día siguiente. La tormenta se debilitó a medida que continuaba moviéndose hacia el norte en los Estados Unidos, convirtiéndose en ciclón extratropical el 13 de junio. Arlene fue responsable de una muerte y daños menores.

### Tormenta tropical Bret
La tormenta tropical Bret fue una tormenta tropical de corta duración de la temporada de huracanes del Atlántico de 2005 que tocó tierra en el estado mexicano de Veracruz, el segundo de la temporada: fue la segunda tormenta nombrada de la temporada, Bret se desarrolló a lo largo de una onda tropical el 28 de junio en la Bahía de Campeche, y se intensificó rápidamente. De seguimiento para el oesnoroeste, Bret se trasladó a tierra dentro de las 24 horas de formación, y se disipó poco después.
Bret fue la primera de seis ciclones tropicales (tres huracanes, dos de ellos de gran intensidad, y tres tormentas tropicales) que tocaron tierra en México durante la temporada. Con la formación de la tormenta temprana el 28 de junio, la temporada de 2005 se convirtió en el primero desde 1986, con dos tormentas en el mes de junio. [1] La tormenta dejó caer fuertes lluvias a lo largo de su trayectoria, alcanzando un máximo de 266 mm (10.67 pulgadas), que causaron inundaciones y una muerte por ahogamiento. Unas 7500 personas se vieron afectadas y los daños ascendieron a más de 100 millones de pesos (2005 pesos, $ 9,3 millones 2005 USD, $ 10,3 millones 2008 USD).

### Huracán Cindy
El huracán Cindy fue un ciclón tropical que brevemente alcanzó fuerza de huracán mínimo en el Golfo de México durante el mes de julio en la temporada de huracanes del Atlántico de 2005 y tocó tierra en el estado de Luisiana. Fue la tercera tormenta con nombre y primer huracán de la temporada. Cindy fue originalmente pensado haber sido una tormenta tropical en la fuerza máxima, pero pasó a ser un huracán de categoría 1 en el análisis postormenta.
Este sistema se formó inicialmente el 3 de julio, justo al este de la península de Yucatán en el Mar Caribe. La depresión tocó tierra en la península y se debilitó antes de reemergentes en el Golfo de México el 4 de julio. La tormenta se fortaleció a medida que avanzaba hacia el norte y convertirse en un huracán antes de tocar tierra cerca de Grand Isle, Luisiana, el 5 de julio. La tormenta se debilitó a medida que avanzaba por tierra y se convirtió en ciclón extratropical el 7 de julio.
El huracán Cindy fue responsable de tres muertes en los Estados Unidos y trajo consigo fuertes lluvias en Luisiana, Misisipi, Alabama y Maryland. Un tornado F2 inusualmente fuerte fue generado a partir de los remanentes de Cindy y causó graves daños en Hampton, Georgia. Cindy también causó inundaciones y un corte grave de electricidad en Nueva Orleans, Luisiana.

### Huracán Dennis
El huracán Dennis fue un huracán de temprana formación en el Caribe y el Golfo de México durante la muy activa temporada de huracanes del Atlántico del 2005. Dennis fue la cuarta tormenta con nombre, segundo huracán, y el primer huracán mayor de la temporada. En julio, el huracán batió varios récords para la actividad de principios de la temporada de huracanes, convirtiéndose tanto en la primera formación de un ciclón tropical de más de categoría 3 y el más intenso del Atlántico en julio, el último mencionado fue un título que mantuvo durante sólo seis días antes de ser superado por el huracán Emily.
Dennis azotó a Cuba en dos ocasiones como huracán de categoría 4 en la Escala de huracanes Saffir-Simpson, y tocó tierra en la región Panhandle, Florida en los Estados Unidos como una tormenta de categoría 3, a menos a un año después del huracán Iván. Dennis causó al menos 89 muertes (42 directos) en los EE. UU. El daño total fue de $ 2,23 mil millones en daños y perjuicios a los Estados Unidos, así como una cantidad aproximadamente igual de daño en el Caribe, principalmente en Cuba.

### Huracán Emily
El huracán Emily fue un poderoso ciclón, al comienzo de la temporada tropical, que causó daños importantes a través del Mar Caribe en México. La tormenta se formó el 10 de julio de 2005, en el océano Atlántico, antes de pasar por las Islas de Barlovento el 14 de julio. El seguimiento en general, hacia el oeste-noroeste, la tormenta se intensificó gradualmente, ya que atravesó el Caribe, con un pico como un huracán de categoría 5 el 16 de julio, marcando la fecha más temprana para una tormenta de hacerlo durante el transcurso de un año determinado. El sistema luego tocó tierra en la península de Yucatán como categoría 4. Rápidamente cruzando la península, Emily surgió en el Golfo de México y reorganizado. El 20 de julio, toca tierra en Tamaulipas como un huracán mayor y se disipa rápidamente dentro de las 24 horas.
Cuando su presión central descendió hasta 929 mbar y sus vientos máximos sostenidos alcanzaron 160 mph (260 km / h) el 16 de julio, Emily se convirtió en el huracán más fuerte para formar antes de agosto, rompiendo el récord establecido por el huracán Dennis sólo seis días antes. También fue el primer huracán de categoría 5 se haya registrado en la cuenca del Atlántico (superando el récord de edad del huracán Allen en casi tres semanas) y la única tormenta con categoría 5 jamás registrada antes de agosto.

### Tormenta tropical Franklin
La tormenta tropical Franklin fue una tormenta formada en el Atlántico occidental en julio de la temporada de huracanes del Atlántico del 2005. Fue la sexta tormenta nombrada de la temporada y dos veces se acercó a la categoría de huracán. La tormenta se formó sobre las Bahamas el 21 de julio se trasladó al norte de forma errática, acercándose a las Bermudas el 26 de julio. Franklin llegó a ser Ciclón extratropical cerca de Terranova el 30 de julio, antes de ser absorbido por un sistema más grande. El Centro Nacional de Huracanes luchando por predecir la tormenta tropical, principalmente debido a las dificultades en la predicción de los efectos de la cizalladura del viento de Franklin. No hubo efectos menores en la tierra de la tormenta tropical Franklin y los daños no fueron causados.

### Tormenta tropical Gert
La tormenta tropical Gert fue el cuarto de siete ciclones tropicales predichos (cuatro huracanes, dos huracanes de gran intensidad, y cuatro tormentas tropicales) que tocaron tierra en México durante 2005. Se formó en julio en la Bahía de Campeche, convirtiéndose en la séptima tormenta con nombre de la temporada de huracanes en el Atlántico del 2005.
Como una onda tropical, Gert cruzó Honduras y la península de Yucatán antes de organizarse en la depresión tropical Siete en la tarde del 23 de julio en la Bahía de Campeche. Cuando pasó a ser tormenta tropical Gert temprano al día siguiente, ganando el récord de la primera formación de una séptima tormenta con nombre en una temporada de huracanes del Atlántico del 2005. Gert se reforzó poco antes de tocar tierra al sur de Tampico, Tamaulipas, la noche del 24 de julio, con vientos máximos sostenidos de 45 mph (70 km / h) y una presión mínima central de 1005 milibares (29.68 inHg). Se movió hacia el interior en el centro de México antes de disiparse al día siguiente. Gert golpeó en aproximadamente la misma área que el huracán Emily apenas cuatro días antes, provocando el temor de inundaciones y deslizamientos de tierra debido a las tierras saturadas. Como medida de precaución, unas 1000 personas fueron evacuadas de bajas residencias y negocios cerca de los municipios de Naranjos, Amatlán y Tamiahua.

### Tormenta tropical Harvey
La tormenta tropical Harvey fue una fuerte tormenta tropical en el oeste del Océano Atlántico en agosto durante la temporada de huracanes del Atlántico del 2005. Harvey fue la octava tormenta nombrada.
La tormenta tropical Harvey se formó a partir de una onda tropical al suroeste de las Bermudas el 2 de agosto y pasó cerca de las Bermudas el 4 de agosto, con lo que trajo fuertes lluvias en la zona. Después se trasladó al este fuera de las Bermudas, Harvey llegó a su pico de fuerza antes que la tormenta volviera hacia el noreste. Harvey se convirtió en una Ciclón extratropical fuerte el 8 de agosto y el sistema sobrevivió por unos días más del Atlántico central. Varias horas después, se disipó.

### Huracán Irene
El huracán Irene era una tormenta de larga vida de tipo-Cabo Verde de la temporada de huracanes del Atlàntico del 2005. La tormenta se formó cerca de Cabo Verde el 4 de agosto y cruzó el Océano Atlántico, dando vuelta hacia el norte, alrededor de las Bermudas antes de convertirse en extratropical al sureste de Terranova. Irene persistió durante 14 días como un sistema tropical, la mayor duración de cualquier tormenta de la temporada 2005. Era la novena tormenta con nombre y cuarto huracán de la temporada.
Irene resultó ser una tormenta difícil de predecir debido a las oscilaciones en la fuerza. Después de casi disiparse el 10 de agosto, Irene alcanzó su punto máximo como un huracán de categoría 2 el 16 de agosto, antes de ser absorbido por un sistema extratropical más tarde el 18 de agosto. Aunque existía el temor inicial de un avistamiento de tierra en los Estados Unidos debido a la incertidumbre en la predicción de la pista de la tormenta, el huracán Irene nunca se acercó a la tierra y no causó daños registrados. Sin embargo, se expandió hasta 8 pies (2,4 m).Irene dio lugar a una muerte en Long Beach, Nueva York.

### Depresión tropical Diez
La depresión tropical Diez fue un ciclón tropical de la temporada de huracanes del Atlántico del 2005. Se formó el 13 de agosto a partir de una onda tropical que surgió de la costa occidental de África el 8 de agosto. Como resultado de la cizalladura del viento fuerte, la depresión se mantuvo débil y no se fortaleció más allá del estatus de depresión tropical.
El ciclón degeneró el 14 de agosto. Sus remanentes parcialmente contribuyeron a la formación de la depresión tropical Doce, que con el tiempo se intensificó en el Huracán Katrina. El ciclón no tuvo efecto sobre la tierra, y como resultado no hubo muertes o daños.

### Tormenta tropical José
La tormenta tropical José fue una tormenta tropical de corta duración, que tocó tierra en el centro de México durante agosto de 2005. José era la décima tormenta con nombre, de la temporada de huracanes del Atlántico del 2005 y el cuarto de seis ciclones tropicales predichos (tres huracanes y tres tormentas tropicales) que tocaron tierra en México en ese año.
La tormenta tropical José se formó en la Bahía de Campeche el 22 de agosto y llegó a tierra en el estado mexicano de Veracruz al día siguiente. Conservó sus características tropicales un día antes de disiparse, pero aun así llevó los niveles de precipitaciones fuertes en la región. Deslizamientos de tierra causados por las lluvias mataron a ocho personas, seis de ellos directamente, y causó $ 45 millones (2005 USD) en daños. La tormenta se disipó al entrar en contacto en las altas cordilleras de este país.

### Huracán Katrina
El huracán Katrina fue un poderoso huracán del Atlántico. Este fue el desastre natural más costoso, así como uno de los cinco huracanes más mortales en la historia de los Estados Unidos. Entre los huracanes registrados del Atlántico, fue el sexto más fuerte en general. Al menos 1.836 personas murieron en el huracán mayor y las inundaciones posteriores, por lo que es el más mortífero los EE. UU. Fue el huracán más poderoso desde el huracán de 1928. Los daños a la propiedad total se estimó en $ 81 mil millones (2005 USD, casi el triple de los daños causados por el huracán Andrew en 1992.
El huracán Katrina se formó sobre las Bahamas el 23 de agosto de 2005 y atravesó el sur de la Florida como un huracán de categoría uno moderado, causando algunas muertes e inundaciones que antes de reforzarse rápidamente en el Golfo de México. La tormenta se debilitó a tormenta tropical al pasar por Florida. La tormenta se reforzó rápidamente a categoría 3 en la mañana del lunes 29 de agosto en el sudeste de Luisiana y en el Golfo de México. El número más significativo de las muertes ocurrieron en Nueva Orleans, Luisiana, que inundó el sistema de diques, el cual falló catastróficamente, en muchos casos, horas después de que la tormenta se había desplazado hacia el interior.
Finalmente, el 80% de la ciudad y grandes extensiones de las parroquias vecinas se inundó, y las aguas permanecieron durante semanas. Sin embargo, el peor daño a la propiedad se produjo en las zonas costeras, como todas las ciudades de Misisipi frente a la playa, que se inundaron más del 90% en horas, como barcos y barcazas chocaron contra edificios del casino, empujando carros y casas hacia el interior, con aguas que llegaron a 6.12 millas (10.19 km) de la playa. Después de pasar por estas áreas, el ciclón se desplazó más al interior del centro de Estados Unidos donde se degradó a depresión tropical. Este provocó una estela de tornados, precipitaciones y tormentas eléctricas en todos los estados del Medio Este. Varios días después, este sistema se disipó.

### Tormenta tropical Lee
Una onda tropical se formó cerca de la costa de África el 24 de agosto. Se convirtió en un área de baja presión, ya que cruzó el Atlántico, y se organizó en una depresión tropical el 28 de agosto, mientras que se ubicaba 1.550 kilómetros al este de las Antillas Menores. Debido a que la cizalladura del noreste, el centro de la circulación se retiró de la convección y la depresión degeneró en un sistema residual de baja a última hora del 29 de agosto. Muchos de los modelos habían indicado que era probable, pero el Centro Nacional de Huracanes (CNH) en su lugar eligió para pronosticar ligero fortalecimiento.
La baja remanente se trasladó al norte y luego al noreste, debido a un sistema no tropical. El aumento de la convección y la depresión se fortaleció el 31 de agosto. Esa tarde, la depresión se intensificó aún más convirtiéndose en la tormenta tropical Lee, alcanzando su máxima intensidad con vientos de 40 mph (65 km / h), en medio de las Bermudas y las Azores.Hubo incertidumbre en su intensidad, y rápidamente se debilitó a depresión tropical el estado de nuevo. Lee se movió alrededor de la baja no tropical al oeste, causando dificultades de previsión. Más tarde, el 1 de septiembre Lee se convirtió en una baja remanente que sobrevivió hasta septiembre 4 cuando fue absorbida por un frente frío. Nunca las tierras fueron afectadas, y no hubo reportes de daños o muertes.

### Huracán María
El huracán María fue un huracán de tipo Cabo Verde, fue huracán que se formó en septiembre de 2005 durante la temporada anual de huracanes. María fue la decimotercera tormenta con nombre, sexto huracán, y cuarto huracán mayor de la temporada.
El huracán María se formó en el Atlántico central el 1 de septiembre y prosiguió hacia el noroeste, el fortalecimiento se hacía a medida que avanza sobre aguas más cálidas. La tormenta alcanzó su pico de intensidad el 5 de septiembre al este de las Bermudas y se debilitó gradualmente antes de convertirse en extratropical el 10 de septiembre.El huracán María no afectó a tierra como un sistema tropical, pero trajo fuerza de tormenta tropical.

### Huracán Nate
El huracán Nate fue un huracán del Atlántico que amenazó las Bermudas, pero se mantuvo en el mar a principios de septiembre de 2005. Fue la decimocuarta tormenta con nombre y séptimo huracán de la temporada 2005, el huracán Nate formó al suroeste de las Bermudas el 5 de septiembre e inicialmente se desplazaba muy lentamente hacia el noreste. Los pronósticos iniciales sugirieron una posible amenaza a la zona, pero Nate pasó al sur el 8 de septiembre como un huracán de categoría 1. Después de mudarse fuera de la isla, la cizalladura del viento aumentó y la tormenta se movía en aguas más frías, provocando que se debilite en una tormenta tropical antes de convertirse en ciclón extratropical el 10 de septiembre. La tormenta fue absorbida por un sistema más grande.
La tormenta no causó daños , aunque se registró una muerte frente a la costa de Nueva Jersey debido a las combinadas corrientes con el Huracán María. Nate trajo lluvias ligeras y produjo fuertes vientos en la isla de Bermuda. Los restos de Nate y María contribuyeron las fuertes lluvias en el oeste de Noruega, que provocó un alud de lodo, matando a una persona.

### Huracán Ophelia
El huracán Ophelia fue el décimo quinto ciclón tropical con nombre y el octavo huracán de la temporada de huracanes del Atlántico de 2005. Fue una tormenta de larga duración que fue más recordado por su trayectoria muy irregular y extremadamente lenta de la costa este de los Estados Unidos, alternando varias veces entre la intensidad de tormenta tropical y huracán.
Ophelia causó algunos daños y erosión de las playas a lo largo de la costa de Estados Unidos desde Florida hasta Carolina del Norte. Mínimo los daños y la erosión también se informaron del Atlántico de Canadá. Cuando Ophelia golpeó como una tormenta tropical en transición extratropical el 17 de septiembre y el 18 de septiembre.

### Huracán Philippe
El huracán Philippe fue un huracán de corta duración que se formó sobre el Atlántico en septiembre durante la temporada de huracanes del Atlántico del 2005 . Philippe fue la decimosexta tormenta con nombre y noveno huracán de la temporada.
El huracán Philippe se formó inicialmente en el este de las Antillas Menores el 17 de septiembre y se trasladó al norte. Philippe se convirtió en un huracán el 18 de septiembre y permaneció como tal durante dos días antes de aumentar la cizalladura del viento a partir de un sistema no tropical detuvo su efecto el 20 de septiembre y debilitó a Philippe en una tormenta tropical. Philippe continuó debilitándose, ya que estaba colocada alrededor de aguas frías y fue absorbido por el sistema no tropical el 23 de septiembre.

### Huracán Rita
El huracán Rita fue la cuarta tormenta más intensa del Atlántico se haya registrado y el ciclón tropical más intenso observado en el Golfo de México. Rita causó daños hasta US $ 11,3 mil millones en daños en la costa del Golfo de México. En septiembre de 2005. Rita fue la decimoséptima tormenta nombre, décimo huracán, el quinto mayor huracán, y tercera categoría 5 huracán de la histórica temporada de huracanes del Atlántico del 2005.
Rita tocó tierra el 23 de septiembre entre Sabine Pass, Texas, y Johnsons Bayou, Luisiana, como categoría 3, en la Escala Saffir-Simpson, con vientos de 120 mph. De acuerdo con el informe de los ciclones tropicales. Continuó a través de partes del sudeste de Texas. La oleada de la tormenta causó grandes daños a lo largo de la costa de Luisiana y la extrema sureste de Texas y destruyó algunas comunidades costeras. La tormenta mató a siete personas directamente. Muchos otros murieron en las evacuaciones y de los efectos indirectos.

### Depresión tropical Diecinueve
Un sistema de baja presión se formó a partir de una onda tropical 665 millas (1075 kilómetros) al oeste de las islas de Cabo Verde y se convirtió en una depresión tropical el 30 de septiembre. La depresión se desplazó hacia el noroeste, alcanzando una fuerza máxima de 35 mph (55 km / h) y la presión mínima central de 1006 milibares (29,7 inHg) el 1 de octubre. Experimentado fuerte cizalladura, comenzó a disiparse, y los avisos del NHC se suspendieron al día siguiente. Diecinueve se disipó sin el fortalecimiento de una tormenta tropical y nunca amenazó cualquier terreno, así que no hay advertencias o los relojes no fueron emitidos.

### Huracán Stan
El huracán Stan fue la decimoctava tormenta con nombre y undécimo huracán de la temporada de huracanes en el Atlántico del 2005. También fue el sexto de siete ciclones tropicales (tres huracanes, dos de ellos de gran intensidad, tres tormentas tropicales y una depresión tropical) que tocaron tierra en México. Stan fue una tormenta relativamente débil que sólo alcanzó brevemente categoría de huracán. Que formaba parte de un grande sistema tropical.
La tormenta produjo lluvias torrenciales en Centroamérica, especialmente en Guatemala , El Salvador y en el sur de México, causando inundaciones y deslaves lo que concurrió a 1.628 víctimas mortales. A lo largo de los países afectados, la tormenta provocó daños de US $ 3.9 mil millones en daños. La tormenta se disipó en el interior del territorio Mexicano.

### Tormenta subtropical "Azores" 2005
La tormenta subtropical "Azores" 2005 fue la decimonovena tormenta con nombre del récord de la temporada de huracanes del Atlántico del 2005. No fue nombrado oficialmente por el Centro Nacional de Huracanes, ya que se clasificó como operacionalmente bajo.
La tormenta se desarrolló en el este del Océano Atlántico como un área de baja presión que ganó características subtropicales el 4 de octubre. La tormenta fue de corta duración, cruzando las Azores después del 4 de octubre antes de convertirse en ciclón extratropical de nuevo el 5 de octubre. No hubo daños ni se reportaron muertes. Después de ser absorbido por un frente frío, el sistema se convirtió en el Huracán Vince, que afectó a la península ibérica.
Meses después de la temporada de huracanes, cuando el Centro Nacional de Huracanes llevaba a cabo su revisión anual de la temporada y sus tormentas con nombre, los meteorólogos Jack Beven y Eric Blake identificaron esta tormenta en Tormenta Subtropical.

### Tormenta tropical Tammy
La Tormenta Tropical Tammy fue una corta tormenta tropical que vivió durante octubre en la temporada de huracanes del atlántico del 2005 que causó daños menores en el sureste de Estados Unidos. Sin embargo sus restos fueron lo que contribuyeron a la inundación noreste de EE. UU. en octubre de 2005.
La tormenta se formó a partir de un sistema no tropical en la costa de la Florida el 5 de octubre. Se movió hacia el norte cerca de la costa antes de tocar tierra más tarde ese día. La tormenta tropical se debilitó rápidamente mientras avanzaba por tierra y se disipó al día siguiente. Sus remanentes se trasladaron al sur hacia el Golfo de México, mientras que la humedad fue absorbido por un frente frío del noreste en movimiento. No hubo muertes relacionadas directamente con Tammy, sin embargo, diez personas murieron por los remanentes de la tormenta en combinación con los remanentes de la depresión subtropical veintidós. Los daños totales de la tormenta fueron de US $ 30 millones.

### Depresión subtropical Veintidós
La depresión subtropical Veintidós se formó a partir de una baja no-tropical a 450 millas (725 km) al sureste de las Bermudas el 8 de octubre. El sistema detectó condiciones desfavorables, y los avisos se suspendieron más tarde esa noche ya que el sistema se disipó a las 11 p. m. EDT (0300 UTC 9 de octubre). El NHC continuó siguiendo los restos mientras se dirigía hacia la costa este de los Estados Unidos.
El sistema extratropical continuó (y se fortaleció hacia la intensidad de tormenta tropical) y fue que, junto con la Tormenta Tropical Tammy, una causa parcial de las graves inundaciones en Nueva York, Nueva Jersey y Nueva Inglaterra. Las inundaciones mataron a 10 personas y ha contribuido al mes más lluvioso en el registro de locales en todo el noreste de Estados Unidos.

### Huracán Vince
El huracán Vince fue una tormenta muy inusual que se desarrolló en la cuenca del Atlántico noreste. Durante la temporada de huracanes del Atlántico de 2005, las aguas en las que se desarrolló Vince estaban consideradas demasiado frías como para permitir el desarrollo tropical. Vince fue la vigésima tormenta con nombre y el duodécimo huracán de la temporada.
Vince se desarrolló a partir de un sistema extratropical el 8 de octubre, convirtiéndose en una tormenta subtropical al sudeste de las Azores. El Centro Nacional de Huracanes (NHC) no dio oficialmente el nombre de la tormenta hasta el día siguiente, poco antes de que Vince se convirtiera en un huracán. La tormenta se debilitó en el mar y, el 11 de octubre, tocó tierra en la península ibérica como una depresión tropical. Vince fue el primer sistema tropical en azotar España desde el Huracán de 1842. Se disipó sobre la península y sus restos pasaron al Mar Mediterráneo.

### Huracán Wilma
Una gran y compleja zona de bajas presiones se había desarrollado sobre el este del Mar Caribe la segunda semana del mes de octubre; producían varias zonas de lluvias y tormentas eléctricas moderadas. Esta área de clima perturbado, al suroeste de Jamaica, se fue organizando lentamente hasta convertirse en una depresión tropical al cabo de 24 horas, el 16 de octubre 00:00 UTC.
Posteriormente, se convirtió en una fuerte tormenta tropical el 17 de octubre a las 09:00 GMT, con nombre Wilma. Más tarde se intensificó a un huracán de categoría uno, convirtiéndose en el primer huracán de la historia en recibir un nombre comenzado por "W"  desde que la denominación alfabética empezó a usarse en 1950 y empató el récord de más tormentas en una temporada que hasta ahora tenía la de 1933. Este hecho le hizo ser el duodécimo huracán de la temporada e igualó el récord establecido en la temporada de 1969. Horas más tarde, Wilma se intensificó rápidamente mientras se desplazaba al noroeste alcanzando su máxima intensidad, siendo un poderoso ciclón de categoría 5 con vientos máximos de 295km/h con una presión mínima de 882hPa desde el Huracán Patricia en 2015. El 21 de octubre, Wilma tocó tierra en la península de Yucatán como un huracán de categoría 4, con vientos por encima de las 250km/h. Dos días después, Wilma comenzó a acelerar y abandonó la península por su extremo noreste y se internó en el golfo de México ya como un huracán de categoría 2.
El huracán Wilma alcanzó a reintensificarse hasta ser categoría 3 antes de tocar tierra en Florida. El trayecto sobre la península debilitó solo ligeramente a la tormenta, que se internó en el océano Atlántico como un huracán categoría 2 aproximadamente seis horas después de tocar tierra. Inesperadamente, Wilma logró re-intensificarse sobre la corriente del Golfo transformándose de nuevo a categoría 3 al norte de las islas Bahamas recuperando toda la fuerza que había perdido en las últimas 12 horas. Sin embargo, el 25 de octubre, debido a la baja temperatura del agua ahí (consecuencia del frente frío) el huracán comenzó a debilitarse gradualmente y se volvió extratropical más tarde. Luego fue absorbido por una borrasca en el Atlántico Norte.

### Tormenta tropical Alpha
Un área de tiempo perturbado se había formado al oeste de las Antillas Menores. Fue aumentando su intensidad y a 335 kilómetros al sureste de la isla de La Española, se formó la vigesimoquinta depresión tropical de la activa temporada. Tiempo más tarde, el 23 de octubre se convirtió en tormenta tropical, con nombre Alpha (debido que los nombres destinados a esta temporada se habían agotado, y por lo tanto se empezó a usar el alfabeto griego). Este sistema estuvo desplazándose en dirección norte y alcanzó su intensidad ese mismo día con vientos máximos de 85km/h.
Horas más tarde tocó tierra, no sin antes debilitarse, en la isla descargando lluvias torrenciales dejando como saldo 26 muertes, la mayoría proveniente de Haití. Al salir de esta isla, la tormenta se disipó el 24 de octubre. Sus remanentes fueron absorbidos por la circulación del debilitado Huracán Wilma.

### Huracán Beta
Una onda tropical el día 21 de octubre, entró en el Mar Caribe. Al llegar al lado suroeste de este mar, empezó a notarse circulación ciclónica; se fue fortaleciendo y se convirtió, el día 26 de octubre en la Depresión tropical Veintiséis de esta temporada. Día después, se convirtió en una Tormenta tropical con nombre Beta (que hubiese sido Alpha) , de la segunda letra del alfabeto griego. El 28 de octubre se convirtió en un huracán de categoría uno, con vientos máximos de 120km/h; durante ese día la tormenta se intensificó de forma rápida alcanzando un pico máximo de vientos de 195km/h.
Se habían emitido avisos y alertas en áreas de Centroamérica, puesto que la tormenta estuvo azotando el área sur de la región, especialmente en Panamá, el noreste de Costa Rica y el archipiélago de San Andrés y Providencia, este último fue víctima de la intensidad de vientos de tormenta tropical de 110km/h. El día 30 de octubre, la tormenta, después de alcanzar su máxima intensidad, se debilitó a categoría dos; luego tomó un giro en dirección oeste-suroeste y tocó tierra en territorio Nicaragüense, en la localidad de La Barra del Río Grande. Posteriormente, el 31 de octubre la tormenta se disipó en territorio Hondureño. Dejando consigo precipitaciones y vientos huracanados en la región centroamericana.

### Tormenta tropical Gamma
Una onda tropical salió del continente Africano el día 3 de noviembre. Después de haber entrado al Mar Caribe, el día 13 de noviembre adquirió organización; horas después se convirtió en la vigesimaséptima depresión tropical ubicado al oeste de las islas de Barlovento. Esta descargó lluvias y tormentas eléctricas en áreas de Trinidad y Tobago y San Vicente y las Granadinas.
El 18 de noviembre después de un periodo de desorganización que en el cual se aparentaba una disipación, sucedió lo contrario, pues la depresión se había convertido en tormenta Tropical, con nombre Gamma (tercera letra del alfabeto griego) ubicado en frente de las costas de Honduras. En ese país, descargó lluvias torrenciales que provocaron deslizamientos de tierra acompañados de vientos de tormenta tropical. Posteriormente, la tormenta se debilitó y se disipó frente a Cabo Gracias a Dios, el día 22 de noviembre.

### Tormenta tropical Delta
El 19 de noviembre de 2005, un área de baja presión se había formado a 2200 kilómetros al suroeste de Azores; a medida que se desplazaba en dirección este adquiría características tropicales. El día 22 de noviembre el sistema se convirtió en una Tormenta Subtropical ubicado a 1300 kilómetros al oeste-suroeste de las islas Azores. La NHC consideró que la tormenta tenía suficientes requisitos para ser considerado como una tormenta tropical, así que se le asignó el nombre de Delta (cuarta letra del alfabeto griego).
Este sistema se movió de forma errática sobre las aguas del Atlántico Este, después aceleró en dirección a las islas Canarias, en donde alcanzó su pico de vientos hasta 110km/h. Se convirtió en un Ciclón Extratropical a solo 165 kilómetros de estas islas, provocando daños a la infraestructura local. El día 29 de noviembre, la tormenta tocó tierra en Marruecos y se debilitó de forma rápida, disipándose ese mismo día sobre el noroeste de Argelia.

### Huracán Épsilon
Épsilon fue el último ciclón de categoría uno de la temporada de huracanes de 2005. Este nació de una baja presión de alto nivel ubicado al este de Bermuda el 27 de noviembre, luego un sistema frontal lo habría absorbido, pero después de varias horas se reorganizó y adquirió características tropicales. Luego, el 29 de noviembre se habría formado en Tormenta Tropical, con nombre asignado Épsilon (quinta letra del alfabeto griego).
El día 1 de diciembre, ya oficialmente terminada la temporada de huracanes de 2005, Épsilon empezó a desplazarse en dirección noreste, el día siguiente adquirió convexión, circulación ciclónica y un ojo bien definido; la NHC declaró entonces que se había convertido en un huracán de categoría uno con vientos máximos sostenidos de 120Km/h; el 5 de diciembre aumentó su velocidad de vientos a 140Km/h, posteriormente tomó un giro en dirección sursudoeste. Esta tormenta, mantuvo la fuerza de huracán por 5 días, convirtiéndolo en la tormenta de mayor duración en el mes de diciembre. El 8 de diciembre, Épsilon se debilitó rápidamente y horas más tarde, se disipó.

### Tormenta tropical Zeta
El día 29 de diciembre un área de baja presión que se había formado de los vientos de alto nivel. El día 30 de diciembre de 2005 se había formado una depresión tropical en las aguas del Océano Atlántico Norte; seis horas después se había formado una tormenta tropical, con nombre Zeta (sexta letra del alfabeto griego). La National Hurricane Center había predicho que se debilitaría rápidamente. Cómo la última tormenta antecesora, Épsilon, Zeta rompió esas predicciones. La tormenta alcanzó su máxima intensidad el 2 de enero de 2006 con vientos máximos de 100km/h al noroeste de las islas de Cabo Verde. Luego se movió en dirección suroeste debido a los vientos de nivel medio. Los efectos de estos vientos empezaron a influir el día 4 de enero cuándo la organización de ciclónica de Zeta empezó a caer. La tormenta luego se desplazó en dirección oesnoroeste durante los siguientes dos días aun con la categoría de tormenta tropical. Se debilitó a depresión tropical el día 6 de enero y horas más tarde se disipó, finalizando así la activa Temporada de huracanes del Atlántico de 2005. Zeta nunca representó peligro en tierra, a pesar de que algunos barcos se encontraron con la tormenta y sufrieron daños menores. Zeta se caracterizó por ser uno de los dos únicos ciclones tropicales en el Atlántico Norte que han existido durante dos años diferentes, siendo el anterior el Huracán Alice de la temporada de 1954.

## Energía Ciclónica Acumulada (ECA)
| ACE (104kt²) (Fuente) – tormenta: | ACE (104kt²) (Fuente) – tormenta: | ACE (104kt²) (Fuente) – tormenta: | ACE (104kt²) (Fuente) – tormenta: | ACE (104kt²) (Fuente) – tormenta: | ACE (104kt²) (Fuente) – tormenta: | ACE (104kt²) (Fuente) – tormenta: |
| --------------------------------- | --------------------------------- | --------------------------------- | --------------------------------- | --------------------------------- | --------------------------------- | --------------------------------- |
| 1                                 | 39,01                             | Wilma                             |                                   | 15                                | 5,88                              | Zeta                              |
| 2                                 | 32,42                             | Emily                             | 16                                | 5,44                              | Harvey                            |                                   |
| 3                                 | 25,14                             | Rita                              | 17                                | 2,68                              | Vince                             |                                   |
| 4                                 | 20                                | Katrina                           | 18                                | 2,55                              | Arlene                            |                                   |
| 5                                 | 18,75                             | Dennis                            | 19                                | 2,36                              | Stan                              |                                   |
| 6                                 | 15,67                             | Ophelia                           | 20                                | 1,36                              | Cindy                             |                                   |
| 7                                 | 14,26                             | María                             | 21                                | 1,33                              | Gamma                             |                                   |
| 8                                 | 13,36                             | Épsilon                           | 22                                | 0,81                              | Tammy                             |                                   |
| 9                                 | 13,14                             | Irene                             | 23                                | 0,65                              | Alpha                             |                                   |
| 10                                | 7,17                              | Nate                              | 24                                | 0,53                              | Gert                              |                                   |
| 11                                | 6,65                              | Beta                              | 25                                | 0,45                              | José                              |                                   |
| 12                                | 6,55                              | Franklin                          | 26                                | 0,37                              | Bret                              |                                   |
| 13                                | 6,22                              | Delta                             | 27                                | 0,24                              | Lee                               |                                   |
| 14                                | 5,95                              | Philippe                          |                                   |                                   |                                   |                                   |
| Total: 248,9                      |                                   |                                   |                                   |                                   |                                   |                                   |

La Tabla a la derecha enseña la ECA para cada tormenta en la temporada. ECA es, una medida del poder de un huracán multiplicado por el tiempo que existió, así que las tormentas que duraron mucho tiempo, así como las tormentas más fuertes tienen altos ECA. La ECA para esa temporada fue por encima del promedio, según la NHC.

## Nombre de las tormentas
Los siguientes nombres fueron usados para nombrar las tormentas que se formaron en el Atlántico Norte en el 2005. Es la misma lista usada para la temporada de 1999. Los nombre no retirados de la lista serán usados de nuevo en la temporada de 2011. La tormenta Lenny fue nombrada por primera y única vez en 1999.
| - Arlene - Bret - Cindy - Dennis - Emily - Franklin - Gert | - Harvey - Irene - José - Katrina - Lee - María - Nate | - Ophelia - Philippe - Rita - Stan - Tammy - Vince - Wilma |
| Lista auxiliar                                             |                                                        |                                                            |
| - Alpha - Beta                                             | - Gamma - Delta                                        | - Épsilon - Zeta                                           |

### Nombres retirados
La Organización Meteorológica Mundial retiró cinco nombres en la primavera del 2006: Dennis, Katrina, Rita, Stan y Wilma. Que serán remplazados por Don, Katia, Rina, Sean y Whitney en la temporada de 2011